# Infarto

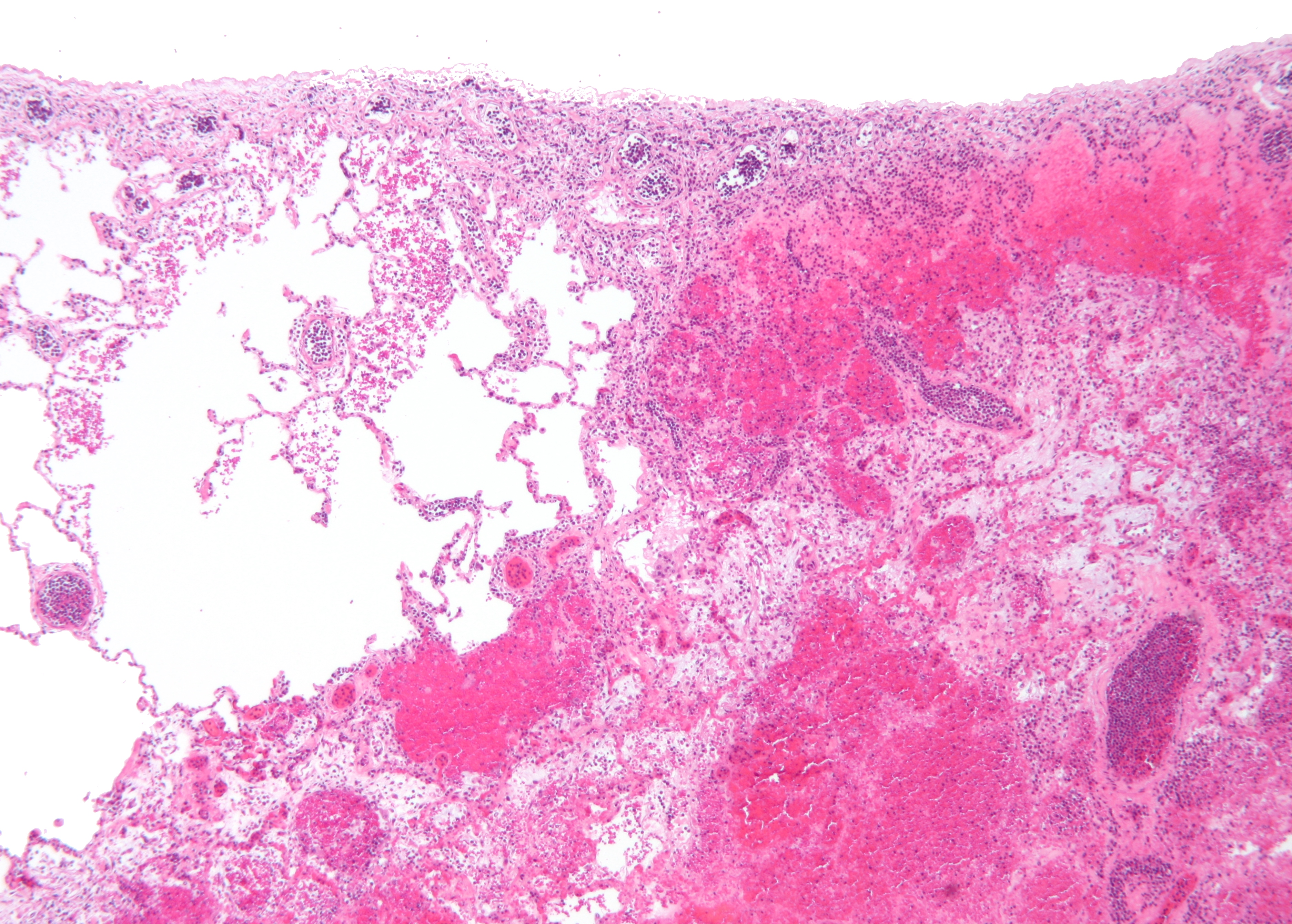
Microfotografia di un infarto polmonare. Si nota la differenza tra l'area infartuata, compatta ed emorragica, (sulla destra) e l'area di tessuto polmonare relativamente sano con alveoli ossigenati (sulla sinistra).

Un infarto è la necrosi di un tessuto per ischemia, cioè insufficiente flusso sanguigno.
I sintomi sono diversi a seconda dell'organo interessato, tuttavia il sintomo principale è rappresentato da dolore acuto di varia intensità (ad insorgenza improvvisa); è però possibile che l'infarto sia clinicamente asintomatico, soprattutto qualora sia di dimensioni molto piccole.
Il più frequente fra tutti è quello del miocardio, tanto che l'uso della parola "infarto" indica comunemente quello cardiaco.

## Etimologia
Dal latino infartus, participio passato di infarcire, "infarcire".

## Epidemiologia
L'infarto miocardico (dove l'organo interessato è il cuore) e l'infarto cerebrale, responsabile dell'80% dei casi di ictus, sono le più frequenti cause di morte nei paesi occidentali; questi due organi sono i più suscettibili poiché possiedono circolazioni terminali, e quindi in caso di ostruzione di un vaso afferente non possono sopperire la mancanza di sangue attraverso altri vasi anastomotici. 

## Eziopatogenesi
La sindrome acuta è provocata da una insufficiente irrorazione sanguigna ad un organo o a parte di esso, per una occlusione arteriosa improvvisa o per una stenosi critica delle arterie che portano il sangue in quel distretto dell'organismo. Grossolanamente si può distinguere tra "infarto bianco", ovvero di natura puramente ischemica, e "infarto rosso", cioè seguito da stravaso di sangue conseguente alla necrosi dei vasi sanguigni della zona interessata.
Molti distretti anatomici sono irrorati da più arterie, che permettono al vaso non soggetto ad ostruzione di supplire efficacemente al deficit nutritizio: nel fegato, per esempio, l'85% del flusso nutritizio è trasportato dalla vena porta, mentre l'arteria epatica contribuisce per il 15% ed un'ostruzione di quest'ultima non provoca solitamente un infarto del tessuto da essa irrorato, ad eccezione di casi come il trapianto epatico o una preesistente trombosi della vena porta.
La causa è costituita nella maggior parte dei casi dall'aterosclerosi. Quando vanno incontro ad ulcerazione, le placche aterosclerotiche possono provocare occlusione arteriosa acuta, sia attraverso la formazione di emboli sia attraverso la trombosi sovrapposta all'ulcerazione.

## Quadri clinici
Tra i quadri di infarto più frequenti clinicamente vi sono:
Sistema nervoso
- Cervello: l'infarto cerebrale è conseguente ad ictus ischemico (di origine aterotrombotica o embolica).[2] Gli infarti cerebrali variano nella loro gravità, con un terzo dei casi che provoca il decesso. In risposta all'ischemia, il cervello degenera attraverso il processo di necrosi colliquativa.[3]
- Occhio: come neuropatia ottica ischemica anteriore dopo l'occlusione di un'arteria che irrora la retina o il nervo ottico
- Midollo spinale: a seconda dell'area irrorata dall'arteria interessata, si possono distinguere diverse sindromi vascolari del midollo spinale; in casi estremi, può verificarsi uno shock spinale.

Organi splancnici
- Cuore: l'infarto miocardico causa la morte di miocardiociti. Ciò è più comunemente dovuto all'occlusione di un'arteria coronaria a seguito della rottura di una placca aterosclerotica vulnerabile. L'ischemia e la carenza di ossigeno che ne derivano, se non trattate entro un periodo di tempo sufficiente, possono danneggiare o uccidere il tessuto muscolare cardiaco.
- Polmone: infarto polmonare da occlusione di arterie polmonari; raramente da arterie bronchiali
- Milza: l'infarto splenico si verifica quando l'arteria splenica o uno dei suoi rami vengono occlusi, ad esempio da un trombo. Sebbene possa manifestarsi in modo asintomatico, il sintomo tipico è un forte dolore al quadrante superiore sinistro dell'addome, che a volte si irradia alla spalla sinistra. In alcuni casi si sviluppano febbre e brividi.[4]
- Intestino: l'infarto intestinale è generalmente causato da ischemia mesenterica dovuta a ostruzioni nelle arterie o nelle vene che irrorano l'intestino.
- Rene: causato da un'interruzione del flusso sanguigno in uno dei rami segmentali o nell'arteria renale principale

Sistema riproduttivo
- Testicolo: un infarto di un testicolo è comunemente causato da torsione testicolare e può portare alla rimozione del testicolo interessato se non risolta in modo sufficientemente rapido.[5]
- Placenta: interruzione dell'afflusso di sangue a una parte della placenta, causandone la morte cellulare. Piccoli infarti placentari, soprattutto a livello del bordo del disco placentare, sono considerati normali a termine della gravidanza. Gli infarti placentari più grandi sono associati ad anomalie vascolari, ad esempio la vasculopatia ipertrofica deciduale, come si osserva nella preeclampsia; gli infarti molto grandi portano a insufficienza placentare e possono provocare la morte del feto.

Apparato locomotore
- Arti: l'infarto di un arto può essere causato da embolie arteriose o come rara complicanza di diabete mellito di lunga durata e scarsamente controllato.[6]
- Osso: l'infarto osseo provoca necrosi avascolare. In assenza di sangue, il tessuto osseo muore e l'osso collassa.[7] Se la necrosi avascolare coinvolge le ossa di un'articolazione, spesso porta alla distruzione delle superfici articolari (osteocondrite dissecante).